# Pentastomider
Pentastomider eller tungeorme (Pentastomida) er en gådefuld gruppe af parasitiske leddyr. De kaldes tungeorme på grund af ligheden mellem arter af slægten Linguatula og tungen hos hvirveldyr. Molekylære studier tyder på, at de er meget specialiserede krebsdyr.
Der kendes omkring 130 arter af pentastomider som alle er obligate parasitter med tilsvarende degenereret anatomi. Voksne pentastomider varierer i længden fra omkring 1 til 14 cm og snylter på hvirveldyrs luftveje. De har fem fremspring fortil. Deres mund er på det midterste og de fire øvrige fremspring har kroge, som de bruger til at fastgøre sig til værten. Dette arrangement førte til deres videnskabelige navn, der betyder "fem åbninger". Det er dog misvisende da kun er ën åbning (munden) selvom alle fremspringerne ligner hinanden hos nogle arter.

## Taksonomi
Historisk betydningsfulde beskrivelser af pentastomidernes biologi og systematik omfatter tidlige værker af Josef Aloys Frölich, Alexander von Humboldt, Karl Asmund Rudolphi, Karl Moriz Diesing og Rudolph Leuckart. 
Andre vigtige afhandlinger er udgivet af Louis Westenra Sambon, Richard Heymons og John Riley og en gennemgang af deres evolutionære forhold med en bibliografi frem til 1969 blev udgivet af JT Self.

### Tilhørsforhold
Pentastomidernes slægtskabsforhold har længe vist sig kontroversielt. Historisk set blev de oprindeligt sammenlignet med forskellige grupper af parasitiske orme. Da man først anerkendte deres leddyrlignende natur, blev der draget ligheder med mider, især galmider (familien Eriophyidae). Selvom galmider er meget mindre end pentastomiderne, har de også en lang, segmenteret krop og kun to par ben. Senere er også andre slægtskaber foreslået.
Pentastomider vokser ved fældning, hvilket antyder, at de tilhører Ecdysozoa, mens andet arbejde har hæftet sig ved deres larvers leddyrlignende natur. Generelt er de to nuværende alternative fortolkninger: Pentastomider er stærkt modificerede og parasitiske krebsdyr, sandsynligvis beslægtede med fiskelus, eller de er en gammel gruppe af leddyr, tæt på leddyrenens stamform.

### Krebsdyr
Opdagelsen af, at pentastomider er krebsdyr, kan spores tilbage til Pierre-Joseph Van Benedenss arbejde, som sammenlignede dem med parasitiske vandlopper. Den moderne form af denne hypotese stammer fra Karl Georg Wingstrands undersøgelse af sædcellers morfologi, som anerkendte ligheder i sædcellernes struktur mellem pentastomider og fiskelus (Argulidae) i krebsdyrgruppen maxillopoder, der lever som parasitter på fisk og lejlighedsvis padder. John Riley og kolleger gav også omfattende argumenter for at inkludere pentastomider blandt krebsdyrene. Fiskelusmodellen modtog betydelig yderligere støtte fra Lawrence G. Abele og kollegers molekylære arbejde. En række efterfølgende molekylære fylogenier har bekræftet disse resultater, og navnet Ichthyostraca er blevet foreslået for en (Pentastomida + Branchiura) klade. Således inkluderer en række vigtige standardværker og databaser om krebsdyr nu pentastomiderne som medlemmer af denne gruppe.

### Stam-leddyr
Kritikere af Ichthyostraca-klassifikationen har påpeget, at selv parasitiske krebsdyr stadig kan genkendes som krebsdyr baseret på deres larver; men at pentastomider og deres larver ikke udtrykker typiske karakteristika for Crustacea eller endda Euarthropoda. En alternativ model bemærker den ekstremt gamle kambriske oprindelse af disse dyr og fortolker pentastomider som stam-leddyr. En morfologisk analyse fra 2008 fandt Pentastomida uden for leddyrene, som søstergruppe til en klade, der omfattede rundorme, pølseorme og lignende ekdysozoiske 'orme'-grupper. Ved at tilføje fossiler foreslog de, at et uddødt dyr kaldet Facivermis kunne være tæt beslægtet med pentastomider. Det skal dog understreges, at disse forfattere ikke eksplicit testede pentastomid/krebsdyr-forholdet.

### Klassifikation
Der er fire nulevende ordener anerkendt i underklassen Pentastomida:
- Cephalobaenida
- Porocephalida
- Raillietiellida
- Reighardiida

## Beskrivelse
Pentastomider er ormelignende dyr, der varierer fra 1 til 14 cm i længden. Hunnen er større end hannen. Den forreste ende af kroppen har fem fremspring, hvoraf fire er ben med kløer, mens det femte bærer munden. Kroppen er segmenteret og dækket af en kitinholdig kutikula. Fordøjelseskanalen er enkel og rørformet, da dyret udelukkende lever af blod, bortset fra slægten Linguatula, som lever i næsehulen hos kødædende pattedyr, hvor de hovedsageligt lever af slim og døde celler, selvom munden er noget modificeret som en muskuløs pumpe.
Nervesystemet ligner andre leddyrs, inklusive en ventral nervestreng med ganglier i hvert segment. Selvom kroppen indeholder en hæmocoel, er der ingen kredsløbs-, respirations- eller udskillelsesorganer til stede.

## Adfærd og økologi
Pentastomider lever i de øvre luftveje hos krybdyr, fugle og pattedyr, hvor de lægger æg. De er særkønnede og anvender intern befrugtning. Æggene hostes enten ud af værten eller forlader værtens krop gennem fordøjelsessystemet. Æggene indtages derefter af en mellemvært, som almindeligvis enten er en fisk eller et lille planteædende pattedyr.
Larven klækkes i mellemværten og bryder igennem tarmvæggen. Den danner derefter en cyste i mellemværtens krop. Larven er i starten rund i formen med fire eller seks korte ben, men fælder deres kutikula flere gange for at opnå den voksne form. Mindst én art, Subtriquetra subtriquetra, har en fritlevende larve. Der er både indirekte udvikling med nymfestadier og direkte udvikling. Pentastomiden når hovedværten, når mellemværten spises af hovedværten, og kravler ind i luftvejene fra spiserøret.

## Menneskelig infektion
Pentastomider snylter lejlighedsvis på mennesker. Selvom der findes rapporter om Sebekia -inducerende dermatitis, er de to slægter, der er ansvarlige for de fleste interne menneskelige angreb, Linguatula og Armillifer. Organangreb kan forårsages af Linguatula serrata, Armillifer armillatus, Armillifer moniliformis, Armillifer grandis og Porocephalus crotali.

## Eksterne hrnvisningr
pentastomider i Den Store Danske på Lex.dk